# Andrea Peterhansel
Andrea Peterhansel (* 2. Januar 1968 in Kaufbeuren als Andrea Mayer) ist eine deutsche ehemalige Rallye Raid-Rennfahrerin.

## Karriere
Peterhansel machte eine Ausbildung zur Schriftsetzerin. Nach einer Motorradreise und journalistischer Tätigkeit für eine Motorradzeitschrift wurde sie 1997 Werksfahrerin von BMW und später von KTM. Für diese beiden Marken nahm sie von 1998 bis 2002 auch an der Motorradwertung der Rallye Dakar teil. Anschließend wurde sie Werksfahrerin bei Mitsubishi und nahm 2003 und 2004 an der Autowertung der Rallye Dakar teil und wurde 2004 Fünfte in der Autowertung.

## Privates
Andrea Peterhansel ist seit 2018 mit Stéphane Peterhansel verheiratet. Sie lebt in der Schweiz, Deutschland und Frankreich.

## Statistik

### Erfolge Rallye Dakar
- 1996: Platz 45 Motorrad, KTM[2]
- 1999: Platz 32 Motorrad, BMW
- 2000: Platz 53 Motorrad, BMW
- 2001: Platz 30 Motorrad, BMW
- 2002: Platz 23 Motorrad, KTM
- 2003: Platz 21 Auto, mit François Borsotto, Mitsubishi Ralliart
- 2004: Platz 5 Auto, mit Andreas Schulz, Team Mitsubishi Motors
- 2011: Platz 17 LKW, MAN

### Andere Erfolge
- 2016: Baja Italy, Platz 2 SSV mit Stéphane Peterhansel (Pilot)

- 2017: Baja Portalegre, Platz 2 SSV mit Stéphane Peterhansel (Pilot)

- 2018: Baja Portalegre, Platz 3 SSV mit Dirk von Zitzewitz (Co-Pilot)